# Hell's Kitchen Italia (quinta edizione)
La quinta e ultima edizione del reality Hell's Kitchen Italia, composta da 8 puntate, è andata in onda in prima serata su Sky Uno dal 6 novembre al 21 dicembre 2018.
Carlo Cracco è stato confermato capocuoco ed è ancora affiancato da Luca Cinacchi come maître, mentre i sous-chef sono nuovamente Sybil Carbone (seconda classificata nella prima edizione) e Mirko Ronzoni (vincitore della seconda edizione).
Le registrazioni della nuova edizione si sono tenute presso AreaExpo a Milano.
Il vincitore della quinta stagione di Hell's Kitchen Italia è Nicola Pepe che si è aggiudicato un contratto come executive chef presso il JW Marriott Venice Resort & Spa, sull'isola delle Rose a Venezia.

## Concorrenti
| Nome                        | Età | Città                     | Posizione |
| --------------------------- | --- | ------------------------- | --------- |
| Nicola Pepe                 | 22  | Legnano                   | 1º        |
| Ginevra Bassetti            | 28  | Fiesole                   | 2º        |
| Michela Truncellitto        | 32  | Roma                      | 3º        |
| Mayla Bucci                 | 26  | Ortona                    | 4º        |
| Rodolfo Tagliafierro        | 39  | Rho                       | 5º        |
| Diego Bencetti              | 34  | Brescia                   | 6º        |
| Elena Fotia                 | 28  | Roma                      | 7º        |
| Fabrizio Latino             | 28  | Milano                    | 8º        |
| Federica Sana               | 34  | Bergamo                   | 9º        |
| Lory Ignone                 | 30  | Cisternino                | 10º       |
| Luca Siotto                 | 42  | Napoli                    | 11º       |
| Manuel Porfidio             | 31  | Seregno                   | 12º       |
| Piero Rainone               | 47  | Torino                    | 13º       |
| Federica "Monella" Gianelli | 46  | Magenta                   | 14º       |
| Marco Arduini               | 28  | Ragusa di Dalmazia        | Top 20    |
| Simone Napolitano           | 22  | Rho                       | Top 20    |
| Federico Figus              | 42  | San Gavino Monreale       | Top 20    |
| Maria Pia Moscatelli        | 28  | Fermo                     | Top 20    |
| Samantha Fernandez          | 20  | Mendrisio                 | Top 20    |
| Clelia Guidotti             | 26  | San Giovanni in Persiceto | Top 20    |

### Tabella delle eliminazioni
|    |           |           |           |           |           | Squadre originali | Squadre originali |      |      |      |      | Primo cambio | Primo cambio |      |      | Secondo cambio | Secondo cambio | Giacche nere | Giacche nere | Finale    |
| N. | Chef      | Chef      | Chef      | Chef      | Chef      | 501               | 501               | 502  | 502  | 503  | 503  | 504          | 504          | 505  | 505  | 506            | 506            | 507          | 507          | 508       |
| -- | --------- | --------- | --------- | --------- | --------- | ----------------- | ----------------- | ---- | ---- | ---- | ---- | ------------ | ------------ | ---- | ---- | -------------- | -------------- | ------------ | ------------ | --------- |
| 1  |           |           |           |           | Nicola    | IN                | VINC              | PERD | PERD | VINC | PERD | PERD         | VINC         | PERD | PERD | VINC           | PERD           | VINC         | VINC         | VINCITORE |
| 2  |           |           |           |           | Ginevra   | IN                | PERD              | VINC | VINC | PERD | VINC | VINC         | VINC         | VINC | PERD | PERD           | PERD           | VINC         | VINC         | SECONDA   |
| 3  |           |           |           | Michela   | Michela   | IN                | PERD              | VINC | VINC | PERD | VINC | VINC         | VINC         | PERD | PERD | VINC           | VINC           | PERD         | VINC         | TERZA     |
| 4  |           |           |           | Mayla     | Mayla     | IN                | NOM               | VINC | VINC | PERD | VINC | VINC         | NOM          | VINC | NOM  | PERD           | NOM            | VINC         | NOM          | QUARTA    |
| 5  |           |           |           | Rodolfo   | Rodolfo   | IN                | VINC              | PERD | PERD | VINC | NOM  | PERD         | NOM          | PERD | NOM  | VINC           | VINC           | PERD         | ELIM         |           |
| 6  |           |           | Diego     | Diego     | Diego     | IN                | VINC              | PERD | PERD | VINC | PERD | PERD         | VINC         | PERD | PERD | VINC           | VINC           | ELIM         |              |           |
| 7  |           |           | Elena     | Elena     | Elena     | IN                | PERD              | VINC | VINC | PERD | VINC | VINC         | VINC         | VINC | PERD | PERD           | ELIM           |              |              |           |
| 8  |           | Fabrizio  | Fabrizio  | Fabrizio  | Fabrizio  | IN                | VINC              | PERD | NOM  | VINC | NOM  | PERD         | NOM          | PERD | ELIM |                |                |              |              |           |
| 9  |           | Federica  | Federica  | Federica  | Federica  | IN                | PERD              | VINC | VINC | PERD | PERD | VINC         | VINC         | VINC | ELIM |                |                |              |              |           |
| 10 |           | Lory      | Lory      | Lory      | Lory      | IN                | NOM               | VINC | VINC | PERD | VINC | VINC         | ELIM         |      |      |                |                |              |              |           |
| 11 | Luca      | Luca      | Luca      | Luca      | Luca      | IN                | VINC              | PERD | PERD | VINC | PERD | ELIM         |              |      |      |                |                |              |              |           |
| 12 | Manuel    | Manuel    | Manuel    | Manuel    | Manuel    | IN                | VINC              | PERD | PERD | VINC | ELIM |              |              |      |      |                |                |              |              |           |
| 13 | Piero     | Piero     | Piero     | Piero     | Piero     | IN                | VINC              | PERD | ELIM |      |      |              |              |      |      |                |                |              |              |           |
| 14 | Monella   | Monella   | Monella   | Monella   | Monella   | IN                | ELIM              |      |      |      |      |              |              |      |      |                |                |              |              |           |
| 15 | Marco     | Marco     | Marco     | Marco     | Marco     | ELIM              |                   |      |      |      |      |              |              |      |      |                |                |              |              |           |
| 16 | Simone    | Simone    | Simone    | Simone    | Simone    | ELIM              |                   |      |      |      |      |              |              |      |      |                |                |              |              |           |
| 17 | Federico  | Federico  | Federico  | Federico  | Federico  | ELIM              |                   |      |      |      |      |              |              |      |      |                |                |              |              |           |
| 18 | Maria Pia | Maria Pia | Maria Pia | Maria Pia | Maria Pia | ELIM              |                   |      |      |      |      |              |              |      |      |                |                |              |              |           |
| 19 | Samantha  | Samantha  | Samantha  | Samantha  | Samantha  | ELIM              |                   |      |      |      |      |              |              |      |      |                |                |              |              |           |
| 20 | Clelia    | Clelia    | Clelia    | Clelia    | Clelia    | ELIM              |                   |      |      |      |      |              |              |      |      |                |                |              |              |           |

     Concorrente eliminato dopo un duello
     Concorrente eliminato dopo una prova individuale
     Concorrente eliminato dopo un servizio senza affrontare il duello
     Concorrente congedato dal servizio, affronta il duello e si salva
     Concorrente nominato tra i peggiori del servizio ma non deve affrontare il duello
     Concorrente nominato peggiore del servizio ma salvato da Cracco
     Concorrente peggiore della prova individuale che non prenderà parte al servizio
     Concorrente peggiore del servizio affronta il duello e si salva
     Concorrente vincitore della competizione
     Concorrente secondo finalista della competizione
     Concorrente non ammesso alla cucina di Hell's Kitchen
     Concorrente ammesso dopo una seconda prova